# Mlle Marthe
Mlle Marthe (mất sau năm 1769), là một nữ diễn viên sân khấu và đạo diễn sân khấu người Pháp, hoạt động tại Saint-Dominigue.
Marthe ban đầu được tham gia với tư cách là một nữ diễn viên, một ca sĩ tại Comédie du Cap ở Cap-Francais, được thành lập vào năm 1764. Tên của Mlle Marthe gắn liền với nền tảng của nhà hát ở Saint-Marc. Thành phố đó vào thời điểm đó là thành phố lớn thứ hai của Saint-trinhue, nơi được biết đến với sự quan tâm lớn về sân khấu. Năm 1767, vở kịch đầu tiên được dàn dựng trong một doanh trại tạm thời tại Saint-Marc bởi các diễn viên Charron và Goulart từ Comédie du Cap, và một nhà chơi cố định với 400 chỗ ngồi đã được xây dựng. Một Đức Bà Duval ban đầu được đặt tên là giám đốc cho Comédie de Saint-Marc, nhưng Marthe đã mua nhượng bộ và tự mình đảm nhận vị trí giám đốc của nhà hát. Bà quản lý nhà hát kết hợp với một nữ trợ lý và đồng đạo diễn, nữ diễn viên Mlle Francheville. Sự sắp xếp kinh doanh này là duy nhất, nhưng một số phụ nữ đã được biết đến vì ảnh hưởng của họ trong thế giới nhà hát ở Saint-Domingue, như Madame Acquaire, giám đốc nhà hát của Petit-Gouave (1770s) và Madame Case, -director với người phối ngẫu của nhà hát ở Les Cayes (1785).
Trận động đất Port-au-Prince năm 1770 đã đánh sập nhà hát xuống đất trong buổi biểu diễn của làng Rousseau 's le Devin du Village. Các nhà tài trợ của Marthe ngay lập tức tài trợ cho việc xây dựng một nhà chơi mới, và trong thời gian đó, các đạo diễn tiếp tục lên lịch cho các vở hài kịch và vở opera nhẹ trong một chiếc lều lớn. Comédie de Saint-Marc mới được khánh thành vào năm 1773, với 500 chỗ ngồi dài chín mươi feet, rộng năm mươi feet, với hai hàng gỗ tròn (nó được đốt theo lệnh của Jean-Jacques Dessalines vào năm 1802).
Bà đã biểu diễn trong vở opera L' mmi de la maison của Gremony (1778), La Charge Urgele của Duni (1781), Les trois Fermiers của Monvel-Dezede, và một buổi hòa nhạc tại Comédie de Port-au-Prince năm 1783.